# El llibre dels portals
El llibre dels portals és la novel·la escrita per la valenciana Laura Gallego García, autora d'altres novel·les com la trilogia Memòries d'Idhun i les novel·les per les quals va guanyar el premi Vaixell de Vapor Finis Mundi i La Llegenda del Rei Errant. Ha estat publicat per l'editorial Minotauro en 2013. Aquesta novel·la pertany al gènere fantàstic i jovenil.

## Sinopsi
Els pintors que estudien en l'Acadèmia dels Portals són les úniques persones que coneixen l'art de dibuixar portals de viatge que constitueixen la xarxa de comunicació i transport més important de Darusia. Les rígides normes i l'exhaustiva formació garanteixen la impecable professionalitat i perfecció tècnica en totes la feina de casa.
Al moment en què Tabit, estudiant d'últim any en l'Acadèmia, rep l'encàrrec de pintar un portal per a un humil granger, no imagina que està a punt de veure's embolicat en una trama d'intrigues, misteris i secrets que podrien afectar tant a l'Acadèmia com a la seva vida.

## Personatges principals
Tabit: estudiant de l'Acadèmia dels portals al que se li ha encarregat com a projecte final dibuixar en una regió llunyana de Uskia, un portal per a un granger anomenat Yunek, el qual porta molts anys estalviant per pagar-lo, ja que aquest donarà un millor futur a la seva germana petita. És l'alumne més brillant de l'acadèmia i per això, vol dur a terme el seu projecte de forma adequada.
Caliandra: és una noia de l'acadèmia, procedent d'una família adinerada a la qual li apassiona l'estudi de nous mètodes de viatge entre dos punts diferents. Ella és intel·ligent, espavilada i molt oberta de ment.

## Personatges secundaris
Yunek: un granger que desitja elaborar un portal perquè la seva germana pugui estudiar a la universitat. El seu únic propòsit és que el seu hermanita Yania pugui estudiar en l'acadèmia i, en viure tan lluny de la capital, aconseguir un portal és la millor solució perquè la noia pugui acudir a classe cada dia des de casa.
Tash: és un noi que ha treballat tota la seva vida en les mines de bodarita, un mineral que s'utilitza per crear els portals. Ell sap que la bodarita vermella s'està esgotant i per això, abandona les mines on ha viscut sempre per buscar noves vetes en la resta del món.

## Traduccions
- Idioma: Català
  - Títol: El Llibre dels Portals
  - Editorial: Columna
  - Traducció: Raquel Solà
  - Publicació: 6 de juny de 2013

- Idioma: Polonès
  - Títol: Ksiega portali
  - Editorial: Dreams Wydawnictwo
  - Publicació: primavera 2014